# Лиман (озеро, Личківська сільська громада)
49°08′44″ пн. ш. 35°08′26″ сх. д. / 49.145555555556° пн. ш. 35.140555555556° сх. д.
Лиман — озеро у Дніпропетровській області, у східній частині країни, за 400 км на схід від Києва.

## Місцезнаходження, опис
Озеро Лиман знаходиться на висоті 87 метрів над рівнем моря.  Займає площу 0.49 квадратних кілометрів. Найвища точка району має висоту 145 метрів і знаходиться за 9.5 км на північний захід від озера Лиман.
Територія навколо озера майже вся польова. Протяжність із півночі на південь становить 0,6 км, зі сходу на захід — 1,2 км.

## Клімат на острові
Клімат напівбореальний. Середня температура 8 °C. Найжаркіший місяць — серпень, день - 24 серпня °C, а найхолодніший місяць — січень — −9 °C.  Середня кількість опадів 868 міліметрів на рік. Найвологіший місяць — січень, у середньому випадає 117 міліметрів опадів, а найсухіший місяць — листопад, коли у середньому випадає 30 міліметрів. 